# Gallocanta (kommunhuvudort)
Gallocanta är en kommunhuvudort i Spanien.   Den ligger i provinsen Provincia de Zaragoza och regionen Aragonien, i den nordöstra delen av landet, 190 km öster om huvudstaden Madrid. Gallocanta ligger 1 017 meter över havet och antalet invånare är 148.
Terrängen runt Gallocanta är platt åt sydväst, men åt nordost är den kuperad. Runt Gallocanta är det mycket glesbefolkat, med 4 invånare per kvadratkilometer. Närmaste större samhälle är Daroca, 15,3 km nordost om Gallocanta. Trakten runt Gallocanta består till största delen av jordbruksmark.